# Lorna Maitland
Lorna Maitland, även känd som Barbara Joy, född 19 november 1943 i Glendale i Kalifornien, är en amerikansk fotomodell och filmskådespelare, mest känd för medverkan i ett antal filmer av Russ Meyer.
Hon arbetade som dansare i Las Vegas, när hon svarade på en annons av Meyer, och vid tjugo års ålder medverkade hon i sin första film. Meyer gav henne artistnamnet Lorna Maitland för filmen, där hon spelade huvudrollen i Lorna. Året därpå medverkade hon i Mudhoney; hennes tredje och sista film för Russ Meyer var Mondo Topless.

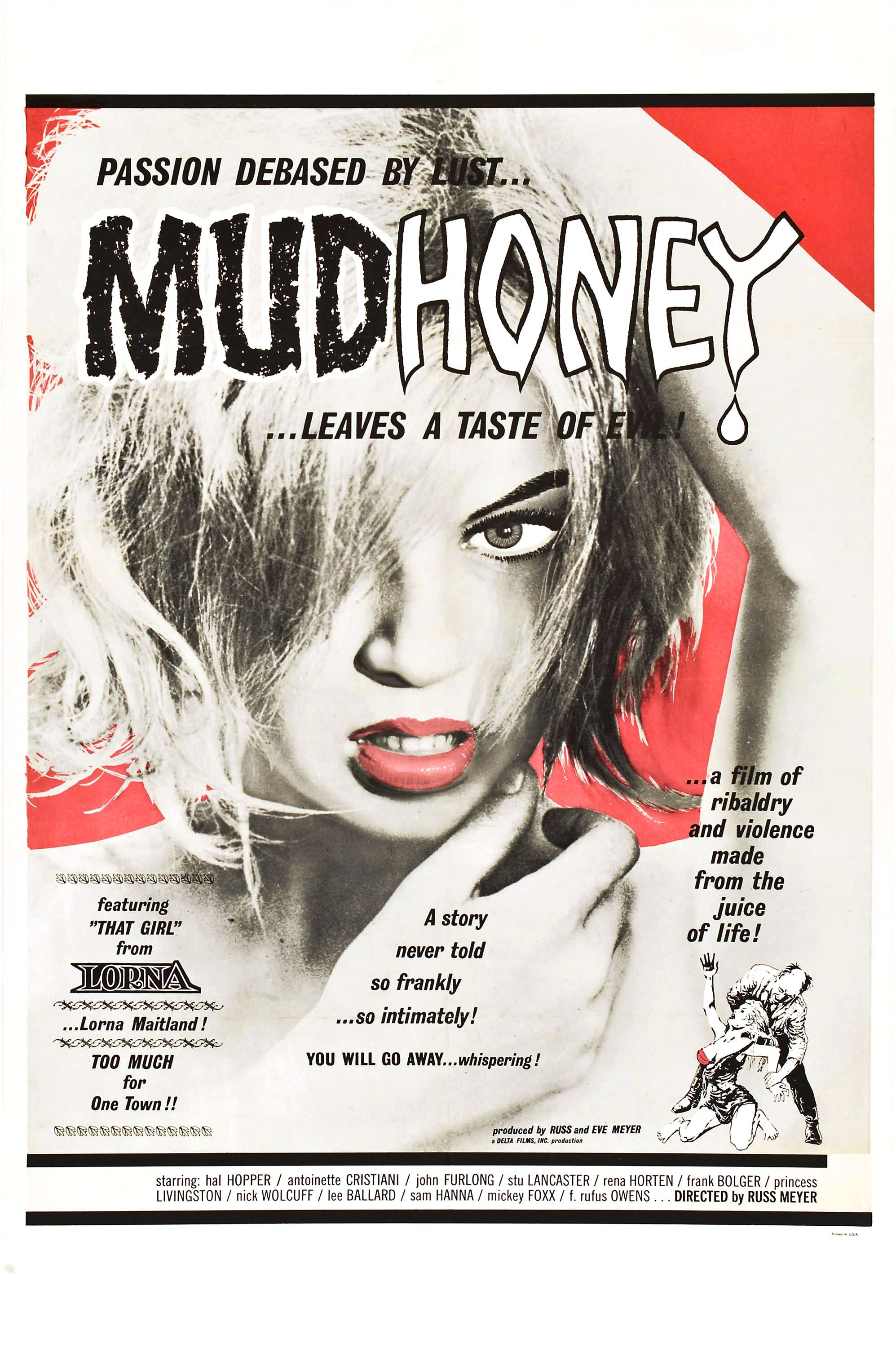
Poster for Mudhoney.

Hennes sista filmroller var 1967 i några lågbudgetfilmer av Dale Berry: Hip Hot and 21 och Erotik ett till sex; efter dem avslutade Lorna Maitland sin filmkarriär.

## Filmografi
- 1964 – Lorna
- 1965 – Mudhoney
- 1966 – Mondo Topless
- 1967 – Hip Hot and 21
- 1967 – Erotik ett till sex